# Gipsbach
Der Gipsbach ist ein gut drei Kilometer langer Bach im Schweizer Kanton Aargau und er ist ein mittelsteiles, mittleres Fliessgewässer des kollinen, karbonatischen Mittellands.

## Geografie

### Verlauf
Der Gipsbach entspringt nördlich der Lägeren am steilen, bewaldeten Berghang unterhalb des Lägernsattels. Aus mehreren Runsen kommen Quellbäche, die sich im Tal Langbrätschge treffen und gegen Nordwesten zum Dorf Oberehrendingen fliessen. In der Ortschaft ist der Bach auf mehreren Abschnitten eingedolt.
An der Nordflanke des Quellgebiets liegt eine ehemalige Gipsgrube, die bis in die 1960er Jahre ausgebeutet wurde; die Aufschlüsse der Gipsschichten bilden ein bedeutendes Geotop des Juragebirges. Die Fläche der ehemaligen Grube hat sich zu einem Naturbiotop entwickelt und ist im Besitz von Pro Natura. Auf der rechten Seite des Baches liegt die Gipsstrasse, auf welcher der am Berg gewonnene Rohstoff zu den Gipsmühlen im Tal geführt wurde. Um 1900 verarbeitete die Zementfabrik Lägern, die neben dem Gipsbach stand, das Gestein vom Lägerenhang. Im Gebiet Sack liegen im Naturschutzgebiet mehrere Weiher, der grösste davon ist der Ölsee.
Mehrere Seitenbäche fliessen zum Gipsbach, der längste ist der Surebach, der im Oberlauf auch Chrebsbach heisst und bei Niederweningen im Kanton Zürich entspringt.
In Ehrendingen folgt der Bach in einem Graben der Hauptstrasse 279. Mehrere Quartierstrassen überqueren den Bach, der im Talboden unter der Hauptstrasse 17, der Surbtalerstrasse, hindurchgeleitet wird und unmittelbar danach von links in die Surb mündet.
Sein etwa 3,4 km langer Lauf endet ungefähr 198 Höhenmeter unterhalb seiner Quelle, er hat somit ein mittleres Sohlgefälle von 58 ‰.

### Einzugsgebiet
Das 5,9 km² grosse Einzugsgebiet des Gipsbachs liegt im Mittelland und wird durch ihn über die Surb, die Aare und den Rhein zur Nordsee entwässert.
Es grenzt
- im Osten an das Einzugsgebiet des Singelenbachs, der in die Surb mündet;
- im Süden an das des Gottesgrabens, der in die Limmat mündet;
- im Südwesten an das des Bachtelibachs, der ebenfalls in die Limmat  mündet;
- im Westen an das des Maasbachs, der in die Surb mündet und
- im Nordwesten an das des Surb-Zuflusses Schlierenbach.

Das Einzugsgebiet besteht zu 25,9 % aus bestockter Fläche, zu 57,8 % aus Landwirtschaftsfläche, zu 15,9 % aus Siedlungsfläche, zu 0,3 % aus unproduktiven Flächen.
Die Flächenverteilung
Die mittlere Höhe des Einzugsgebietes beträgt 543,5 m ü. M.

### Zuflüsse
- Riede (rechts), 0,5 km
- Sack (rechts), 0,4 km
- Kartenbach 2 (rechts), 0,3 km
- Schürbach (links), 0,7 km, 1,27 km²
- Kartenbach 1 (rechts), 0,2 km
- Moosbach (rechts),  1,1 km
- Surebach (Chrebsbach) (rechts), 1,8 km, 1,16 km²

## Hydrologie
An der Mündung des Gipsbachs in die Surb beträgt seine modellierte mittlere Abflussmenge (MQ) 100 l/s und sein Abflussregimetyp ist pluvial inférieur.
Der  modellierte monatliche mittlere Abfluss (MQ) des Gipsbachs in l/s

## Natur und Umwelt
Der Gipsbach entwässert einen Abschnitt der geschützten Landschaft nördlich des Lägerengrates. Sein Quellgebiet befindet sich im Schutzareal Lägerngebiet des Bundesinventars der Landschaften und Naturdenkmäler von nationaler Bedeutung.